# Spoorlijn Châteaubriant - Ploërmel
De spoorlijn Châteaubriant - Ploërmel was een Franse spoorlijn van Châteaubriant naar Ploërmel. De lijn was 92,6 km lang en heeft als lijnnummer 463 000.

## Geschiedenis
De lijn werd in gedeeltes geopend door de Compagnie des chemins de fer de l'Ouest, van Châteaubriant naar Messac-Guipry op 9 augustus 1896 en van Messac-Guipry naar Ploërmel op 5 april 1903. Reizigersverkeer tussen Châteaubriant en Messac-Guipry: werd opgeheven op 2 oktober 1938 en tussen Messac-Guipry en Ploërmel op 6 maart 1939.
Goederenvervoer werd stapsgewijs opgeheven vanaf 1952, tussen La Thébaudais en Messac-Guipry op 18 mei 1952, tussen Guer en Ploërmel op 1 juli 1964, tussen Rougé en La Thébaudais in 1969, tussen Messac-Guipry en Guer in 1992 en tussen Châteaubriant en Rougé in 2000.

## Aansluitingen
In de volgende plaatsen is of was er een aansluiting op de volgende spoorlijnen:
Châteaubriant
RFN 460 000, spoorlijn tussen Sablé en Montoir-de-Bretagne
RFN 466 000, spoorlijn tussen Châteaubriant en Rennes
RFN 519 000, spoorlijn tussen Nantes-Orléans en Châteaubriant
Messac - Guipry
RFN 468 000, spoorlijn tussen Rennes en Redon
Ploërmel
RFN 471 000, spoorlijn tussen Questembert en Ploërmel
RFN 472 000, spoorlijn tussen Ploërmel en La Brohinière

## Galerij

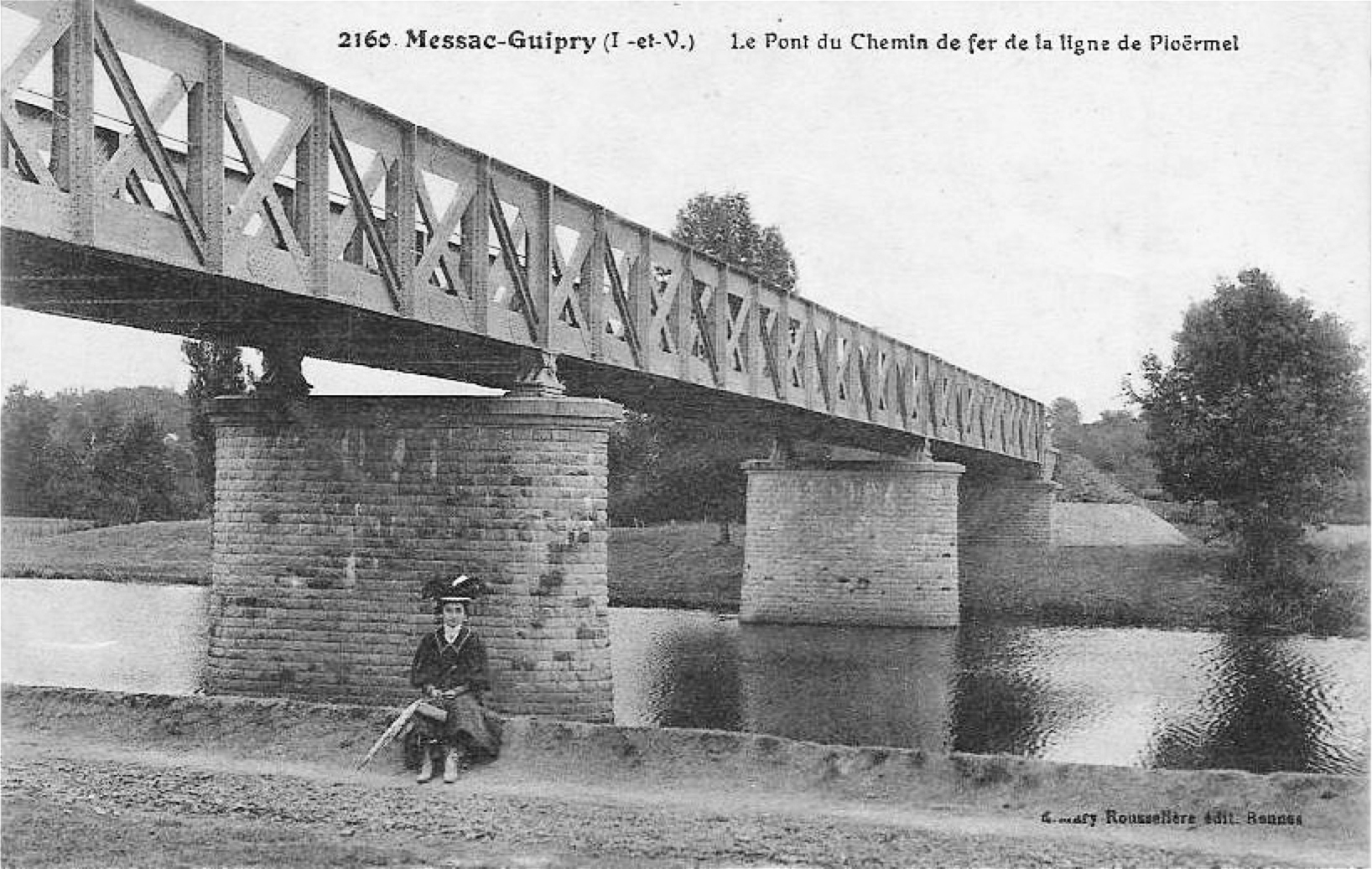
Spoorbrug over de Vilaine begin 20e eeuw.